# Bertiera aethiopica
Bertiera aethiopica är en måreväxtart som beskrevs av William Philip Hiern. Bertiera aethiopica ingår i släktet Bertiera och familjen måreväxter. Inga underarter finns listade i Catalogue of Life.